# Ranunculus cymbalaria
Ranunculus cymbalaria là một loài thực vật có hoa trong họ Mao lương. Loài này được Pursh miêu tả khoa học đầu tiên năm 1813.

## Hình ảnh

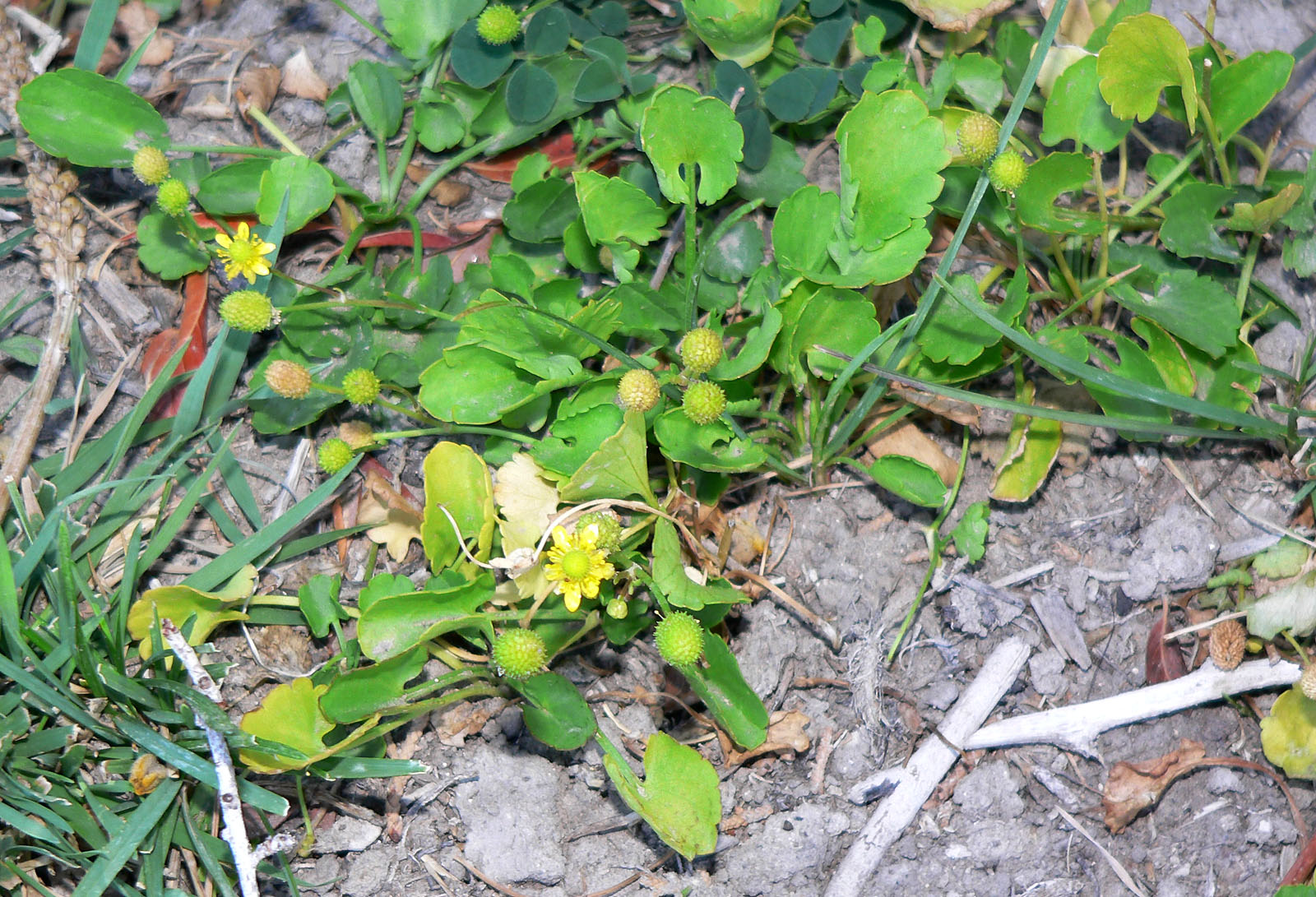
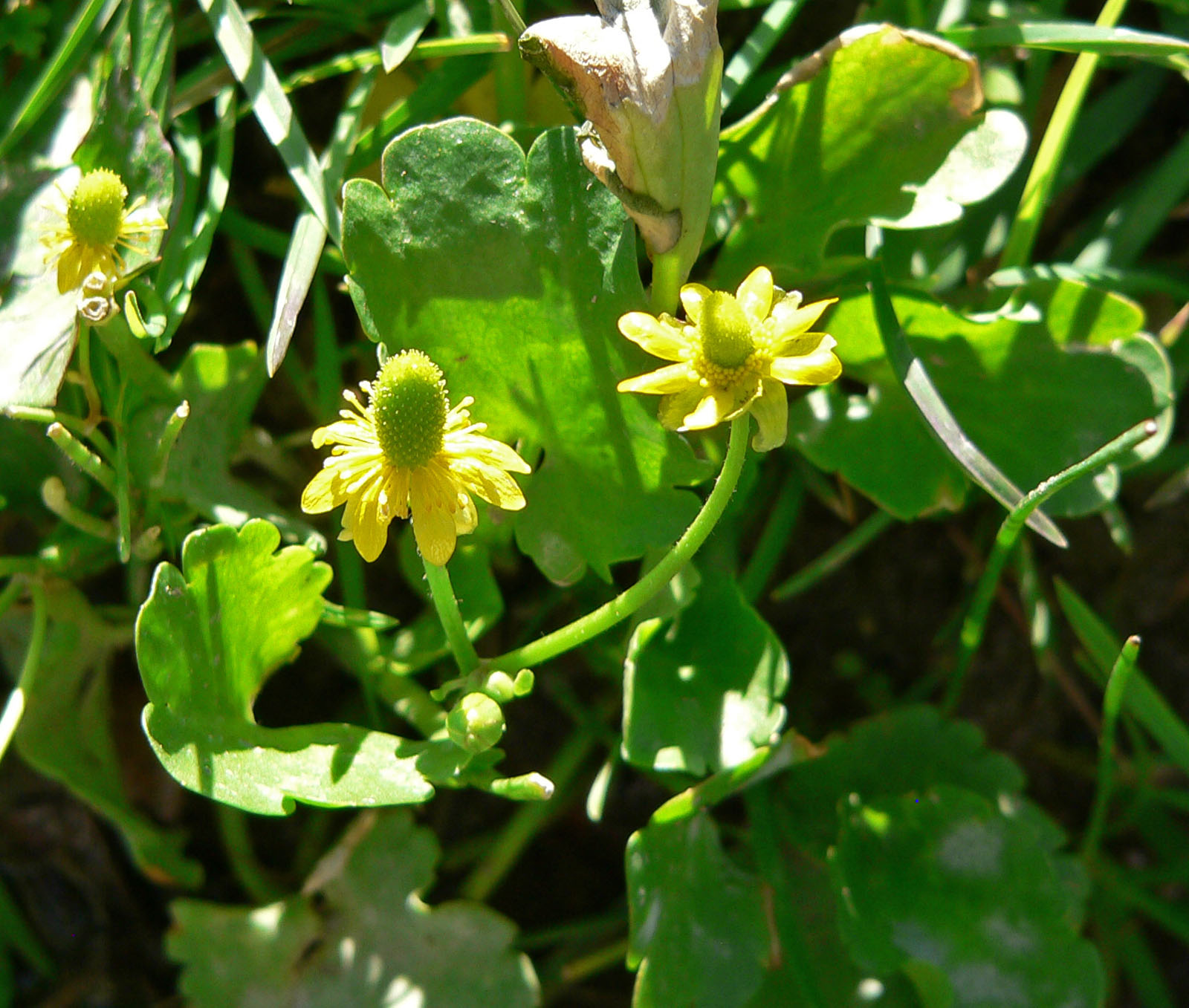
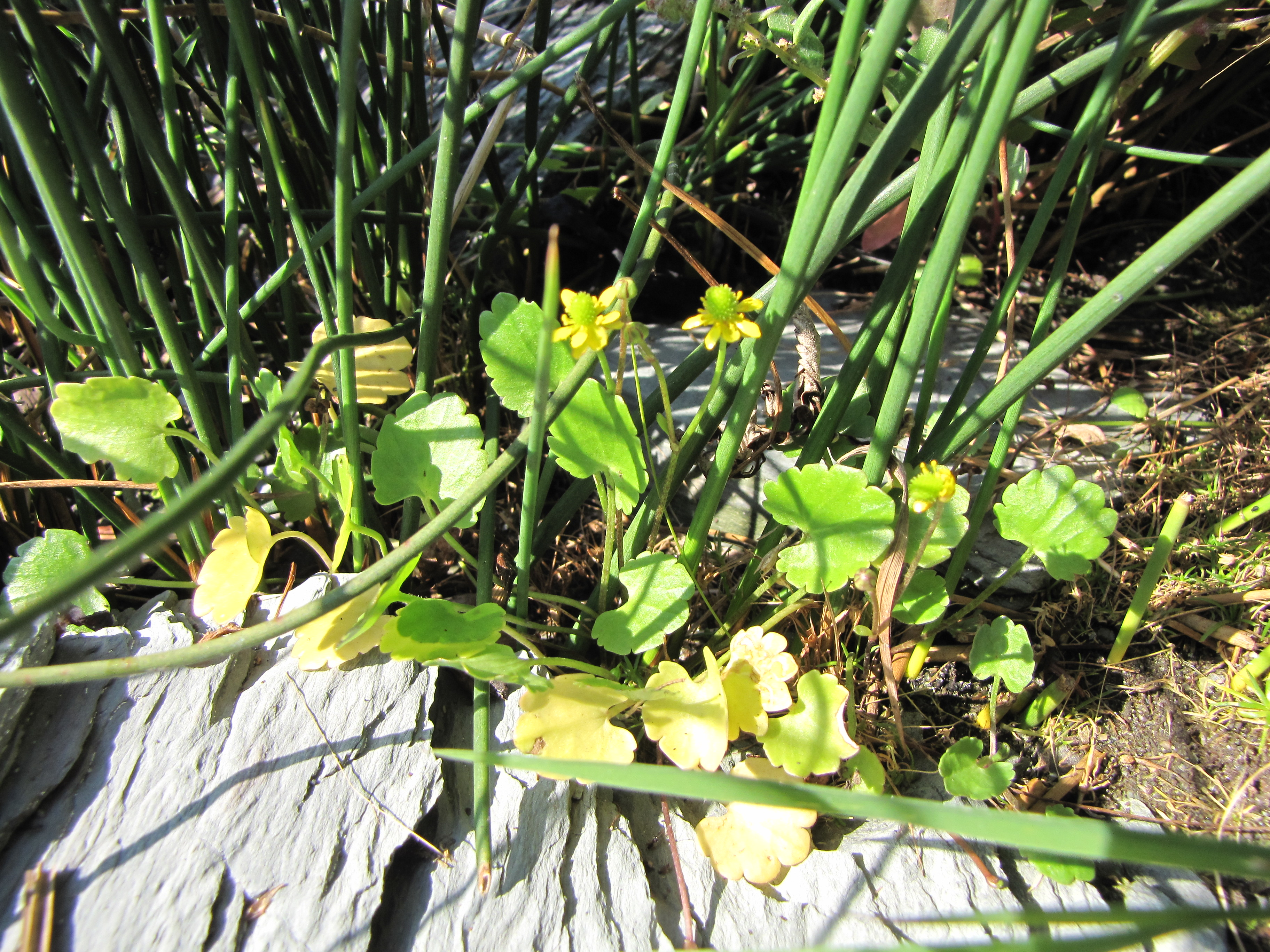